# Rhodognaphalon schumannianum
Rhodognaphalon schumannianum é uma espécie de angiospérmica da família Bombacaceae.
Apenas pode ser encontrada em Moçambique.